# Vameq II de Mingrélie
Vameq II de Mingrélie (également Vamiq Dadiani; géorgien : ვამეყ [ვამიყ] II დადიანი; mort en 1482) est un membre de la maison Dadiani eristavi (c'est-à-dire: duc) d'Odishi (la future principauté de Mingrélie) dans l'ouest de la Géorgie de 1474 jusqu'à sa mort.

## Biographie
Vameq est le fils cadet de  Mamia II Dadiani, le frère de Liparit Ier,et l'oncle paternel de  Shamadavle, à qui il succède comme duc de Mingrélie en 1474. Les circonstances de son accession à la fonction de duc de Mingrélie ne sont pas mentionnées dans les sources géorgiennes, mais le patricien vénitien Ambrogio Contarini, arrivant en Mingrélie en juillet 1475, trouve la région troublée à la suite de la mort de son dirigeant. Selon la chronique du prince Vakhoucht Bagration, la fonction de Vameq lui est confirmée par son suzerain le roi
Bagrat VI de Géorgie qui gouverne également l'Iméréthie. Comme Bagrat à de grandes ambitions d’expansion en Géorgie orientale
vers le Karthli, Vameq est inquiet et veut préserver son autonomie vis-à-vis de la couronne. En 1477, il met à profit l'absence de
Bagrat retenu au Karthli, et allié avec les Abkhazes et la  Gourie, il attaque l'Iméréthie. Défait par un retour inopiné du roi , Vameq implore la paix et obtient que Bagrat lui laisse son duché en échange d'un serment de fidélité. Bagrat lui accorde son pardon
et Vameq le suit  lors d'une nouvelle campagne dans le Karthli,,.
La mort de Bagrat en 1478 donne à Vameq l'opportunité de se venger de son humiliation en contrariant la tentive du fils et héritier
du roi, Alexandre, de prendre la couronne en aidant son rival royal, Constantin II de Géorgie, à prendre le pouvoir en Iméréthie en 1479,. Vameq meurt en 1482 et il a comme successeur son petit-neveu, Liparit II Dadiani,.